# Hroznatín
Hroznatín (in tedesco Hrosnatin) è un comune della Repubblica Ceca facente parte del distretto di Třebíč, nella regione di Vysočina.